# Due diligence
Due Diligence "Dubinska analiza" je jedan od ključnih koraka u procesu kupovine nekog društva. Due Diligence podrazumijeva procjenu ugovaranja s komercijalnog, financijskog i pravnog stajališta. Provodi se interdisciplinarno sa svrhom što boljeg uvida u razne aspekte poslovanja trgovačkog društva prije njegove prodaje / akvizicije radi izbjegavanja neizvjesnih stanja i eventualnih sporova.
Postupak je koristan i kupcu i prodavatelju društva: prodavatelju omogućuje da se dobro upozna sa stanjem društva koje se prodaje i da spriječi “iznenađenja” koja bi u odnosu na stanje društva kupac mogao iznijeti za pregovaračkim stolom; kupcu udjela omogućuje da stvori svoju ocjenu stanja i vrijednosti društva i donese odluku o kupnji. Ulagatelj mora neovisno istražiti i potvrditi informacije kako bi se osigurao da ga prodavatelj ne bi namjerno ili nenamjerno pogrešno informirao. 
Termin "Due dilligence" se na engleskom govornom području ne odnosi samo na gore spomenutu analizu društva koje je predmetom kupovine, pripajanja itd. (iako je to najčešća uporaba) nego općenito na svaku vrstu dubinske analize koja je ili zakonski obvezna, ili češće, koja bi trebala biti obvezna za dobrobit onoga tko ju treba napraviti prije neke (najčešće pravne) činidbe koja po njega može imati ozbiljne negativne posljedice. Pri tome je uobičajena pravna posljedica da nečinjenje due dilligence-a nekoga ne oslobađa od posljedica neznanja činjenica koje bi znao da je due dilligence obavio.
Sam termin bi se doslovno mogao prevesti kao "dužna temeljitost" (dužna u smislu "dužne pažnje" ili "dužnog poštovanja").
Pravilan prijevod je Dubinska analiza poslovanja.